# Ciclo Brayton

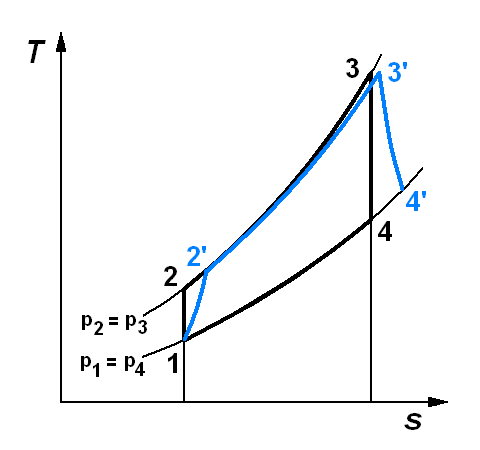
Diagrama del ciclo Brayton teórico (en negro) y real (en azul), en función de la entropía S y la temperatura T.

El ciclo Brayton, a veces referido como ciclo Joule, es un ciclo termodinámico que describe la operación de ciertas máquinas térmicas que tienen aire u otros gases como su fluido de trabajo. Consiste, en su forma más sencilla, en una etapa de compresión adiabática, una etapa de calentamiento isobárico y una expansión adiabática de un fluido termodinámico compresible. Es uno de los ciclos termodinámicos de más amplia aplicación, al ser la base del motor de turbina de gas, por lo que el producto del ciclo puede ir desde un trabajo mecánico que se emplee para la producción de electricidad en los quemadores de gas natural o algún otro aprovechamiento –caso de las industrias de generación eléctrica y de algunos motores terrestres o marinos, respectivamente–, hasta la generación de un empuje en un Turborreactor

## Desarrollo histórico
En el ciclo Brayton, como en la mayoría de los ciclos termodinámicos, es necesario distinguir el ciclo termodinámico en sí mismo de su aplicación tecnológica. Como ocurre en algunos otros motores térmicos, los motores basados en el ciclo Brayton han presentado diferentes soluciones formales, que básicamente se pueden reducir a los motores Brayton de pistones, de funcionamiento parecido a los modernos motores diésel y gasolina, y que hoy en día apenas existen salvo en museos, y los motores Brayton de flujo continuo, en los que, a diferencia de los motores de pistones, la admisión del fluido termodinámico es continua, y que son la base de la turbina de gas.

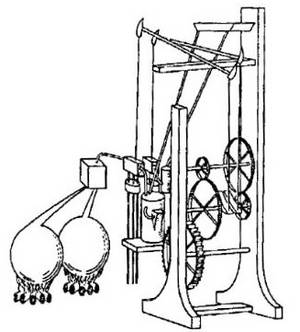
Esbozo de la patente de Barber.

El ciclo Brayton aparece por primera vez asociado a la patente de una máquina de gas del inventor inglés John Barber, en 1791. Formalmente, el motor de Barber podría ser clasificado como de flujo discontinuo, si bien su rudimentario sistema de compresión, incapaz de alcanzar siquiera las 2 atmósferas de presión, y las elevadísimas pérdidas de calor asociadas al sistema de calentamiento, así como las complicaciones asociadas al emplear aire en vez de vapor de agua, hicieron que el motor fracasara estrepitosamente frente a la mucho más eficaz máquina de vapor de James Watt. Del mismo modo en que ocurrió con otros motores de la época, como el motor Stirling, la idea de Barber cayó en el olvido.
En la década de 1840 el físico británico James Prescott Joule planteó de manera teórica y formal, por primera vez, el ciclo Brayton. Su trabajo se limitó al ámbito teórico y termodinámico, al reconocer que la obtención de elevadas potencias mecánicas del ciclo exigiría o bien elevadísimos costes de combustible, o sistemas de compresión de gas extremadamente grandes y resistentes, ya que Joule planteó la implantación del ciclo Brayton como un ciclo de flujo discontinuo, en el que el gas debía comprimirse mediante un cilindro y un pistón.
Una vez delineadas las características del ciclo, el primer intento relevante por llevarlo a la práctica se produjo en 1872, cuando George Brayton patentó su Ready Motor. En su patente, basada en un motor de pistones de flujo discontinuo, la compresión se realizaría en un cilindro, tras lo cual el aire comprimido, que habría pasado a una cámara de calentamiento, se calentaría por una fuente de calor externa, para finalmente expandirse en el cilindro de expansión, produciendo un trabajo. El motor presentaba importantes problemas, al no poder garantizar a la perfección la constancia de la presión en la etapa de calentamiento del aire comprimido. Igualmente, y tal y como había previsto Joule, los motores de Brayton, para desarrollar una potencia razonable, debían de ser extremadamente grandes, con lo que, aunque llegarían a comercializarse, nunca gozaron de gran difusión.
En la actualidad, el ciclo Brayton se asocia al motor de turbina de gas, si bien Brayton jamás diseñó otra cosa que un motor de pistones. Aunque el fluido termodinámico sufre los mismos procesos que aquellos a los que se sometía en su versión de motor de pistones, la turbina de gas presenta la característica diferencial de que es un motor de flujo continuo. Ello implica que el fluido, habitualmente aire, es continuamente admitido y continuamente expulsado del motor, a diferencia de los motores de pistones, en los que la admisión y la expulsión es intermitente. 
El desarrollo de la turbina de gas se produce básicamente a principios del siglo XX, y es consecuencia de solucionar la principal problemática técnica asociada al ciclo Brayton, a saber, la etapa de compresión. La compresión de un fluido compresible no es sencilla: los motores de pistones solventan el problema confinando al gas en una cámara cerrada –el cilindro–, y reduciendo el volumen de la misma por medio de un pistón, lo cual produce un incremento de la presión; sin embargo, ello conduce a motores esencialmente pesados y de grandes dimensiones para grandes potencias, al requerirse una elevada inercia mecánica para poder garantizar su funcionamiento de manera continuada. La turbina de gas emplea, por el contrario, un compresor, consistente en uno o varios escalones de álabes rotatorios que empujan al aire, transmitiéndole una energía cinética que primero lo acelera y luego, por medio de unos álabes fijos, lo frenan para convertir el exceso de energía en presión. Como quiera que tal proceso implica trasladar a un fluido de una zona de bajas presiones a otra de altas presiones, proceso el cual poco favorecido por la termodinámica, la compresión de esa manera resultaba muy problemática y poco efectiva en el siglo XIX. Con el avance de la técnica, el desarrollo de nuevos materiales y la cada vez mejor comprensión de la mecánica de fluidos, a principios del siglo XX comenzaron a producirse los primeros compresores realmente eficaces, y no se tardó en plantear la construcción de las primeras turbinas de gas. 
En estos dispositivos, la compresión venía seguida de una combustión interna en una rudimentaria cámara de combustión, en la que se añadía combustible al aire comprimido para quemarlo, y la expansión se desarrollaba en una turbina, produciéndose un trabajo mecánico parte del cual se empleaba en accionar el compresor, y la remanente en accionar un generador eléctrico o algún otro dispositivo que requiriese trabajo mecánico.
La aplicación de la turbina de gas basada en el ciclo Brayton a la propulsión aérea se debe al ingeniero inglés Frank Whittle, quien en 1927 patentó la idea y la propuso a la fuerza aérea inglesa. Una serie de expertos liderados por Alan Arnold Griffith habían estudiado en los años anteriores las posibilidades técnicas de la turbina de gas como medio de propulsión aérea, aunque su idea se basaba en emplear el trabajo mecánico obtenido para accionar una hélice. Whittle, por el contrario, proponía disponer de un ciclo Brayton tal que no se produjera ningún trabajo mecánico neto, de manera que la turbina generara tan solo la energía suficiente como para accionar el compresor. La propulsión se produciría, según él, debido a la elevada velocidad de los gases a la salida de la turbina, formándose un chorro propulsivo que generaría sobre el motor una fuerza de empuje.
La idea de Whittle fue planteada casi al mismo tiempo por el alemán Hans von Ohain. Durante la Segunda Guerra Mundial se produciría una frenética carrera entre ambos bandos por el desarrollo de los primeros motores a reacción. Tras esta, la turbina de gas basada en el ciclo de Brayton pasaría a dominar como sistema propulsivo de aeronaves, al tiempo que continuaría siendo aplicada dentro de la industria de generación. Igualmente, tiene aplicación como motor marino, en sistemas de bombeo, grandes maquinarias, entre otras, constituyendo en la actualidad una de las máquinas más sofisticadas que existen.
Al emplear como fluido termodinámico el aire, el ciclo Brayton puede operar a temperaturas elevadas, por lo que es idóneo para aprovechar fuentes térmicas de alta temperatura y obtener un alto rendimiento termodinámico.
Sobre el ciclo básico existen variantes que lo complican para mejorar alguna de sus prestaciones, como la potencia o el rendimiento. Ejemplos de estas variantes son el ciclo Brayton con regenerador, el ciclo Brayton de múltiples etapas (de compresión u expansión), o la combinación de un ciclo Brayton con un ciclo Rankine para dar lugar al denominado ciclo combinado.